# Niezijl
Niezijl (en groningois : Nijziel) est un village de la commune néerlandaise de Westerkwartier, situé dans la province de Groningue. 

## Géographie
Le village est situé à 12 km au nord-ouest de Groningue. Il est bordé par le canal Van Starkenborgh et le Hoerediep.

## Histoire
Le village portait autrefois le nom de Bomsterzijl, nom d'une écluse (zijl) située à l'ouest. Lors de l'inondation de la Sainte-Élisabeth en 1421, celle-ci n'offre plus de sécurité suffisante et une nouvelle écluse (niezijl) est construite un siècle plus tard.
Niezijl fait partie de la commune de Zuidhorn avant le 1er janvier 2019, date à laquelle celle-ci est rattachée à Westerkwartier.

## Démographie
Le 1er janvier 2018, le village comptait 461 habitants.